# Южноафриканский солнечник
Южноафриканский солнечник (лат. Zeus capensis) — вид лучепёрых рыб из семейства солнечниковых (Zeidae).

## Описание
Длина до 90 см. Тело овальной формы, сильно сжатое с боков, покрыто мелкой, рудиментарной чешуёй. Высота головы больше, чем её длина. Профиль головы крутой. Рот крупный. Верхняя челюсть выдвижная. Жаберные тычинки короткие. Спинные плавники отделены между собой, но их основания почти сливаются. В анальном плавнике 4 колючки отчетливо отделенных от плавника. Колючие лучи спинного плавника высокие, а перепонки между ними с глубокими вырезами и нитевидно удлинены позади каждого колючего луча. В брюшных плавниках имеется по 1 колючему и 7 мягких лучей.

## Биология
Морская, демерсальная рыба. Живет на глубине 35—200 м при температуре воды от 6,1 до 19,8 °С и солёности от 34,4 до 35,4 ‰ Питается главным образом рыбой, встречающейся в косяках.

## Распространение
Распространен в западной части Индийского океана у берегов Мозамбика, а также вокруг Мыса Доброй Надежды до Залива Святой Елены, Южная Африка.